# Khu di tích Đền Gia Loan – Chùa Biện Sơn
Khu di tích đền Gia Loan - chùa Biện Sơn là quần thể di tích lịch sử văn hóa gắn liền với lễ hội sông Loan - núi Biện được tổ chức đầu xuân hàng năm nằm trên địa bàn thị trấn Yên Lạc, Vĩnh Phúc. Đền Gia Loan nhìn xuống dòng sông Loan, là nơi phụng thờ sứ quân Nguyễn Khoan, vị tướng đã có công chiếm đóng và cai quản tại địa phương thời kỳ 12 sứ quân tranh hùng. Gò Đồng Đậu là nơi đặt tiền đồn canh gác cho thủ phủ sứ quân trên núi Biện. Chùa Biện Sơn nằm cách Đền Gia Loan khoảng 200m về phía Bắc do Nguyễn Khoan xây dựng tại thủ phủ. Đây là công trình kiến trúc Phật giáo đặc sắc với nhiều pho tượng Phật cổ, có tòa bảo tháp bằng đồng nguyên chất lớn nhất Việt Nam và lưu giữ nhiều xá lợi. Trong chùa có nhiều công trình kiến trúc có giá trị, mang đậm nét truyền thống kết hợp với hiện đại tạo thành hệ thống "thánh đường Phật giáo" khang trang và tôn nghiêm. Chùa được xếp hạng di tích Quốc gia năm 1996. Khu di tích đền Gia Loan - chùa Biện Sơn là điểm đến quan trọng bậc nhất của huyện Yên Lạc và là một trong những điểm nhấn của du lịch Vĩnh Phúc.

## Tổng quan
Khu di tích đền Gia Loan - chùa Biện Sơn nằm trung tâm huyện lỵ Yên Lạc phía nam tỉnh Vĩnh Phúc; cách thành phố Vĩnh Yên 10 Km; cách thủ đô Hà Nội 42 km.
Khu di tích đền Gia Loan - chùa Biện Sơn là nơi tưởng nhớ vị tướng Nguyễn Khoan từ thời 12 sứ quân trị vì trên vị trí cát cứ của ông xưa kia. Ông là người lập ấp và cai quản ở vùng Tam Đái từ thời Ngô Quyền. Khi Dương Tam Kha cướp ngôi nhà Ngô, các nơi không thuần phục, thổ hào địa phương nổi dậy dẫn đến tình trạng loạn 12 sứ quân. Trước cảnh đất nước rối ren loạn lạc, để giữ đất, giữ dân, tướng Nguyễn Khắc Khoan đã chiêu mộ và huấn luyện dân binh, gây dựng lên một sứ quân đệ nhất ở vùng Tam Đái và trở thành một trong 12 sứ quân hùng cường nhất, tồn tại hơn 20 năm trong lịch sử Việt Nam. Các sách địa chí đời Nguyễn như Sơn Tây tỉnh Sơn Tây chí, Đại Nam nhất thống chí - từng ghi nhận trong phần cổ tích: 
"Nguyễn Gia Loan còn có tên nữa là núi Độc. Cũng gọi là Biện Sơn (núi Biện), ở địa phận xã Vĩnh Mỗ huyện Yên Lạc. Chỗ ấy, nổi lên một đồi đất hình như voi quỳ. Bên dưới là đầm sâu. Sứ quân Nguyễn Khoan chiếm chỗ ấy dựng đô, gọi là Tam Đái, vì thế nên gọi là Nguyễn Gia Loan".
Khu vực Tam Đái xưa, tức Yên Lạc nay vốn nổi tiếng trù phú với câu ca "Nhất Tam Đái, nhị Khoái Châu". Nơi đây có Đồng Đậu là một di chỉ cư trú của người Việt cổ lớn nhất ở trung tâm vùng tam giác châu thổ sông Hồng, phạm vi diện tích phân bố rộng nhất, tầng văn hoá dày nhất, chứa đựng khối lượng hiện vật khảo cổ rất lớn và phong phú. Vốn gắn bó với vùng Tam Đái, lại có nhiều công ơn với nhân dân trong vùng, thời loạn lạc, Nguyễn Khoan dần xây dựng thế lực riêng, nghiễm nhiên trở thành một sứ quân mạnh. Ông tự xưng Nguyễn Thái Bình, tước Quảng Trí Quân tức vị Vua có tài năng đức độ, cai trị triều đình nhỏ ở Tam Đái.
Về quân sự, Nguyễn Thái Bình xây dựng thủ phủ trên gò Biện Sơn và đóng đồn ở gò Đồng Đậu, chiêu mộ và huấn luyện dân binh để xây dựng lực lượng quân sự. Tuy nhiên, ông cũng chú ý đến phát triển kinh tế, chủ trương khuyến khích và chăm sóc nghề nông, canh tân tập tục nông thôn, xây dựng được vùng Tam Đái được thái bình thịnh trị, nhân dân ấm no vui vẻ. Để tưởng nhớ công ơn của ông, nhân dân thị trấn Yên Lạc lập đền thờ và tôn ông làm Thành hoàng.
Nhà sử học Phan Huy Chú khi viết về các bậc đế vương cũng đã xếp tướng Nguyễn Khắc Khoan vào "dòng chính thống các bậc đế vương" như các hàng đế vương khác trong lịch sử phong kiến Việt Nam. Và với mỗi người dân Thị trấn Yên Lạc hôm nay, Đền Gia Loan vẫn hiện hữu, gợi bao ký ức về một người anh hùng hào kiệt, một "Thành hoàng Quảng Trí hiển ứng linh thiêng đại vương".

## Đền Gia Loan
Đền Gia Loan tương truyền được xây dựng từ thời nhà Đinh. Đền thờ thủ lĩnh Nguyễn Khắc Khoan là một nhân vật lịch sử thuộc thế kỷ thứ X. Ông còn có tên tự xưng là Quảng Trí Quân, Nguyễn Thái Bình khi nổi lên làm tướng thời loạn 12 sứ quân.
Đền Gia Loan nằm trên một gò đất cao, nhỏ vừa khuôn viên của đền, tách biệt hẳn với nơi cư dân đông đúc, nằm trên con đường liên xã từ thị trấn Yên Lạc đi Nguyệt Đức, cách di chỉ khảo cổ học Đồng Đậu 300m. Đền trông về hướng Nam, phía con sông Gia Loan xưa. Nhà sử học Phan Huy Chú đã liệt di tích núi Nguyễn Gia (nơi có Gia Loan từ) vào hàng cổ tích của vùng Tam Đái. Qua dáng dấp và kiểu cấu trúc của ngôi đền cho thấy di tích đã được tu sửa lại nhiều. Hiện nay, Đền Gia Loan còn lưu giữ được nhiều di vật đa dạng, phong phú. Đó là các bức phù điêu bằng gỗ. Phù điêu trạm nổi tượng Nguyễn Khắc Khoan. Tượng ngồi trên ngai với hình dáng sống động, cầu kỳ sơn son thếp vàng lộng lẫy, uy nghi. Khuôn mặt phương phi, nghiêm nghị, tai to, mắt xếch nhìn thẳng, mồm mím lại, tay phải cầm thẻ bài để ngửa trên đùi, tay trái úp lên đùi, chân đi hài cong. Tượng mặc áo long cổn đai trễ chạm chữ thọ. Các nghệ nhân dân gian xưa đã chạm nổi thêm một đôi rồng chầu với các hình ảnh mây cụm 2 bên thân tượng tạo thành những ánh hào quang tỏa ra thật rực rỡ, uy nghi. Rồng thân mảnh mai được chạm rõ từng nét vảy cuốn lượn từ trên xuống, đầu uốn cong, ngẩng cao cùng chầu vào 2 bên phần ngực tượng, đầu rồng hơi to, quá khổ so với thân, mũi lồi, mồm há dữ tợn, bờm tóc vuốt ngược, chân rồng bốn móng dang rộng như đang đạp trên mây cụm.
Phù điêu chạm nổi tượng hai bộ tướng. Hai bức phù điêu này đặt trên ban thờ ở hai bên phía ngoài cùng hậu cung, có cùng kích thước cao 0,6m, ngang 0,3m. Đồ gỗ còn một số bàn thờ, nghi môn, đại tự và đôi câu đối treo ở hậu cung đền, ở hai bên ban thờ:
Nguyễn Gia Loan chi gian thập nhị xứ quân kỳ nhất
Ngô Vương kỷ nhi hậu, thiên bách dư niên vu kim
Tạm dịch: Thời Nguyễn Gia Loan, 12 sứ quân ông giỏi nhất/Sau kỷ Ngô vương nghìn năm lẻ đến nay
Đền Gia Loan còn lưu giữ 5 đạo sắc phong:
- Cảnh Hưng tam niên, thập nhất nguyệt, nhị thập nhị nhật (Cảnh Hưng năm thứ 3, tháng 11 ngày 22, tức ngày 22/11/1742).
- Phong sắc Đương cảnh Thành Hoàng Quảng Trí Đại Vương, Nhẹ Nhời tướng quân đại vương; Ôn Nhời tướng quân đại vương, Ả Nữ Nương Đề Công chúa; A công Hoàng Nương công chúa".
- Lê Chiêu Thống nguyên niên, Tam nguyệt, nhị thập nhị nhật (Lê Chiêu Thống ngày 22/3/1787).
- Tự Đức tam niên, thập nhị nguyệt, sơ lục nhật (Tự Đức năm thứ 10, ngày 6/12/1857).
- Duy Tân tam niên, bát nguyệt, thập nhất nhật (Duy Tân năm thứ 3 ngày 11/8/1909).

## Chùa Biện Sơn
Chùa Biện Sơn hiện nay tọa lạc trên một gò đất cao rộng khoảng 14.939m2 xưa kia có tên là Độc Nhĩ, người dân địa phương hay gọi là Núi Biện với dáng quy xà hợp hình rất kì lạ. Ngôi chùa đã được tu bổ, tôn tạo, xây dựng với quy mô hoành tráng nhưng vẫn giữ được những nét cổ kính của một ngôi chùa thuần Việt trên cơ sở nền chùa cũ theo kiến trúc kiểu chữ "Đinh" gồm tiền đường 5 gian 2 dĩ, thượng điện 3 gian, các bộ vì theo kiểu thức "chồng rường giá chiêng".
Đại bảo tháp chùa Biện Sơn được đúc bằng đồng nguyên chất theo dáng tháp của Tây Tạng, bên trong có chứa nhiều viên xá lợi lớn nhất Việt Nam đã thu hút du khách đến chiêm bái và lấy làm biểu trưng tu hành cho cuộc đời mình.
Phả lục đền Nguyễn Gia Loan (đền thờ Nguyễn Sứ Quân) chép: "Trước doanh trại của ông (nay là gò chùa Biện Sơn) có một khu đồng. Ông thường tích nước thả cá. Hàng năm cứ đến ngày mùng 8 tháng Giêng đầu xuân là ngày sinh nhật ông. ông mời bô lão trong xóm ấp, sai quân đánh cá, thiết tiệc mừng xuân. Đêm đến lại dâng bày hoa quả bánh trái, mừng vui tưởng niệm công đức cù lao của cha mẹ để lại. Ngày hôm sau lại mổ bò giết trâu, mời phường múa hát, cùng với nhân dân mở hội mừng xuân". Cuối năm 967, Đinh Bộ Lĩnh dẫn quân lên vùng Tam Đái, Nguyễn Khoan chống không nổi, tử trận. Hai tướng và hai bà vợ của ông tự vẫn ở Ao Nâu, cạnh gò Đồng Đậu. Tuy nhiên, theo thần tích làng Vĩnh Mỗ (tức thị trấn Yên Lạc ngày nay) thì Nguyễn Khoan được Đinh Bộ Lĩnh tha chết và ông đã xuống tóc đi tu tại ngôi chùa Biện Sơn do ông xây dựng trước đó. Vì thế mà chùa Biện Sơn ngoài thờ phật còn thờ đại sư Nguyễn Khoan.
Chùa Biện Sơn hiện là cơ sở phật giáo lớn của tỉnh Vĩnh Phúc.

## Gò Đồng Đậu
Nếu như gò Biện Sơn là nơi Nguyễn Khoan chọn để đóng thủ phủ thì gò Đồng Đậu là tiền đồn canh gác, của tòa thành. Gò Đồng Đậu còn là nơi 2 vị tướng và 2 bà vợ của Nguyễn Khoan đã nhảy xuống ao Nâu tự vẫn khi lực lượng Tam Đái thua trận.
Gò Đồng Đậu cao khoảng 15 mét, rộng khoảng 8,5 hecta. Các nhà nghiên cứu đã tiến hành 6 đợt khai quật và phát hiện ra hàng ngàn hiện vật của 4 tầng văn hóa Phùng Nguyên, Đồng Đậu, Văn hóa Gò Mun và Văn hóa Đông Sơn nằm chồng lên nhau lần lượt. Phát hiện này cho phép các nhà nghiên cứu khẳng định văn hóa Đông Sơn có nguồn gốc bản địa. Đặc biệt hơn, những phát hiện đầu tiên chính tại đây về một nền văn hóa có niên đại khoảng 1.500 năm trước công nguyên, sau văn hóa Phùng Nguyên, đã khiến các nhà nghiên cứu lấy tên cánh đồng Đậu đặt cho nền văn hóa này. Những hạt lúa gạo cháy tìm thấy trong tầng văn hóa Phùng Nguyên đã khiến các nhà nghiên cứu khẳng định người Việt biết trồng lúa từ giai đoạn văn hóa Phùng Nguyên.

## Lễ hội sông Loan núi Biện
Lễ hội Đền Gia Loan - Chùa Biện Sơn được diễn ra đầu xuân hàng năm (từ ngày 11 đến rằm tháng giêng) với chủ đề "Về với sông Loan - núi Biện" là lễ hội cấp huyện duy nhất trên địa bàn huyện Yên Lạc. Ngày nay đến Gia Loan là nơi nhân dân địa phương dùng làm nơi sinh hoạt tâm linh, tế lễ vào các ngày sinh, ngày hoá, ngày tết Trung thu để ghi nhớ công lao của vị nhân thần có công với nhân dân trong vùng, là nơi vãn cảnh của du khách thập phương.
Ngoài ra, đền Gia Loan còn lưu giữ các phong tục lễ hội xưa trong năm như:
- Ngày 8 tháng giêng, ngày sinh của ông, lễ dùng: ngày bắt cá sống tiến dâng (tiệc Đả Ngư).
- Ngày 10/4 âm lịch, ngày hoá của ông lễ dùng: trâu, bò.
- Ngày 10/5 âm lịch ngày hóa của 2 bà vợ lễ dùng: lợn, gà, xôi, rượu.
- Ngày 22/11 âm lịch ngày phong sắc, lễ dùng trâu, bò, ca hát 1 đêm.